# Bieriozowka (rejon bieriozowski, Kraj Permski)
Bieriozowka (ros. Берёзовка) – wieś (sieło) w Rosji, w Kraju Permskim, ośrodek administracyjny rejonu bieriozowskiego. W 2010 liczyła 6904 mieszkańców.